# Burg Altenteich
Die Ruine der Burg Altenteich (tschechisch Hrad Starý Rybník) befindet sich am Rande des Dorfes Skalná (deutsch Wildstein) im Okres Cheb in Tschechien. Die ursprüngliche Burg brannte 1792 ab und wurde nach dem Brand in der ersten Hälfte des 19. Jahrhunderts durch ein Schloss ersetzt. Seit 1963 ist die Ruine als Kulturdenkmal geschützt.

## Geschichte

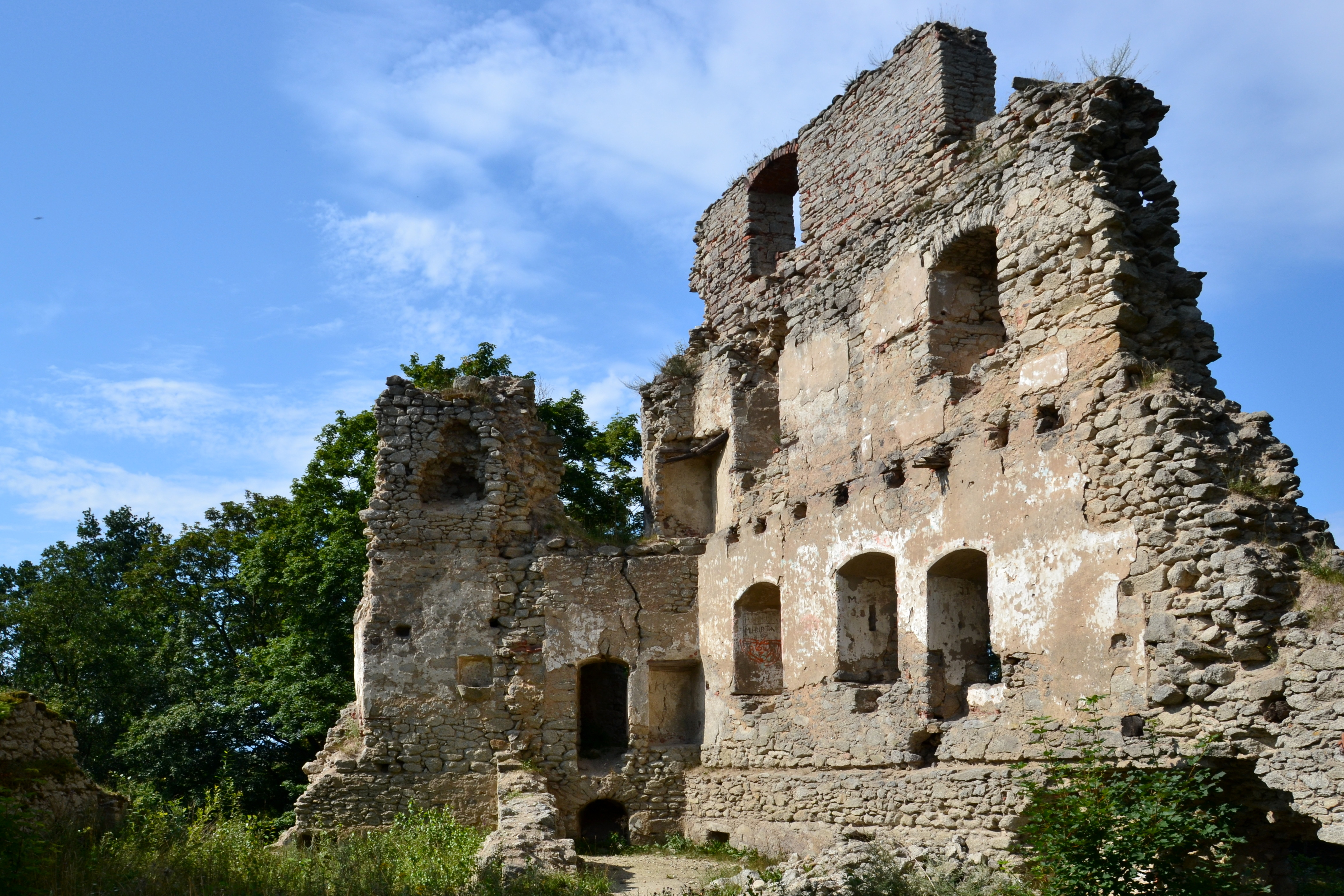
Ruine der Burg Altenteich im böhmischen Vogtland

Erstmals urkundlich erwähnt wurde die Burg Altenteich im Jahr 1364, als sie dem Johann Rabe von Mechelgrün gehörte. Die Rabes besaßen auch die unweit gelegene Burg Wildstein. Bis zum 16. Jahrhundert war die Burg im Besitz verschiedener Egerer Bürger, von 1550 bis 1594 gehörte sie den Wiederspergern von Wiedersperg. Im 16. Jahrhundert erfolgten mehrere Umbauten im Stil der Renaissance. Weitere Besitzer waren bis 1633 die Trautenberger, später die Pergler von Perglas und die Wilhams. Nach einem Brand im Jahr 1792 wurde der Bau bis auf die wirtschaftliche Nutzung des Nordteils nicht mehr genutzt und verfiel. Die Besitzer zogen in ein Schloss in unmittelbarer Nähe um.

## Schloss
Das Schloss Altenteich wurde 1823–1826 im Empirestil durch Jan Georg Wilhelm von Helmfeld erbaut. Dessen Nachkommen besaßen das Gut, zu dem neben Altenteich auch Großenteich (Velký Rybník), die Siedlung Mattelberg und weitere Höfe in den umliegenden Dörfern gehörten, bis 1945.

## Burganlage
Der Kern der Burg, die auf einem Felsrücken zwischen zwei Teichen errichtet worden war, ist erhalten geblieben. Das Torhaus vor der Brücke über den Burggraben zur Kernburg ist teilweise erhalten. Das Eingangstor in der 1,5 m dicken Mauer war wahrscheinlich ursprünglich ein Rundbau, und daneben stand ein turmartiger Bau von 8 × 7 m. Im südlichen Teil der Anlage stand ein älterer zweigeschossiger Bau mit drei Stockwerken, dessen Südmauer durch zwei halbrunde Türme verstärkt worden war. Um die Mitte des fünfzehnten Jahrhunderts wurde die Burg im spätgotischen Stil umgebaut.